# Johann Meierdierks
Johann Meierdierks (* 12. November 1897 in Bremen-Oberneuland; † 5. Dezember 1983 in Bremen) war ein deutscher Landwirt und Politiker (Bremer Demokratische Volkspartei (BDV)) und Mitglied der Bremischen Bürgerschaft.

## Biografie
Er war seit Mai 1937 Mitglied der Nationalsozialistischen Deutschen Arbeiterpartei (NSDAP). Von 1934 bis 1938 und von 1942 bis 1945 war Meierdierks Ortsbauernführer für Bremen-Oberneuland. Von August 1939 bis Januar 1940 war er Soldat, anschließend als unabkömmlich gestellt. Nach Kriegsende setzte er seine Berufstätigkeit als Landwirt fort.
Im April 1948 wurde er aufgrund seiner Angaben im Meldebogen als „nicht betroffen“ entnazifiziert, ein bereits eingeleitetes Spruchkammerverfahren wurde eingestellt; die NSDAP-Mitgliedschaft hatte er im Meldebogen verschwiegen.
Von April – Oktober 1946 war er für die BDV Mitglied der Ernannten Bremischen Bürgerschaft und arbeitete in verschiedenen Deputationen mit.